# Typhlops yonenagae
Typhlops yonenagae este o specie de șerpi din genul Typhlops, familia Typhlopidae, descrisă de Rodrigues 1991. Conform Catalogue of Life specia Typhlops yonenagae nu are subspecii cunoscute.